# NGC 165
NGC 165 (ook wel PGC 2182, MCG -2-2-69 of IRAS00339-1022) is een balkspiraalstelsel in het sterrenbeeld Walvis.
NGC 165 werd in 1882 ontdekt door de Duitse astronoom Ernst Wilhelm Leberecht Tempel.